# Kombinat Lausitzer Glas

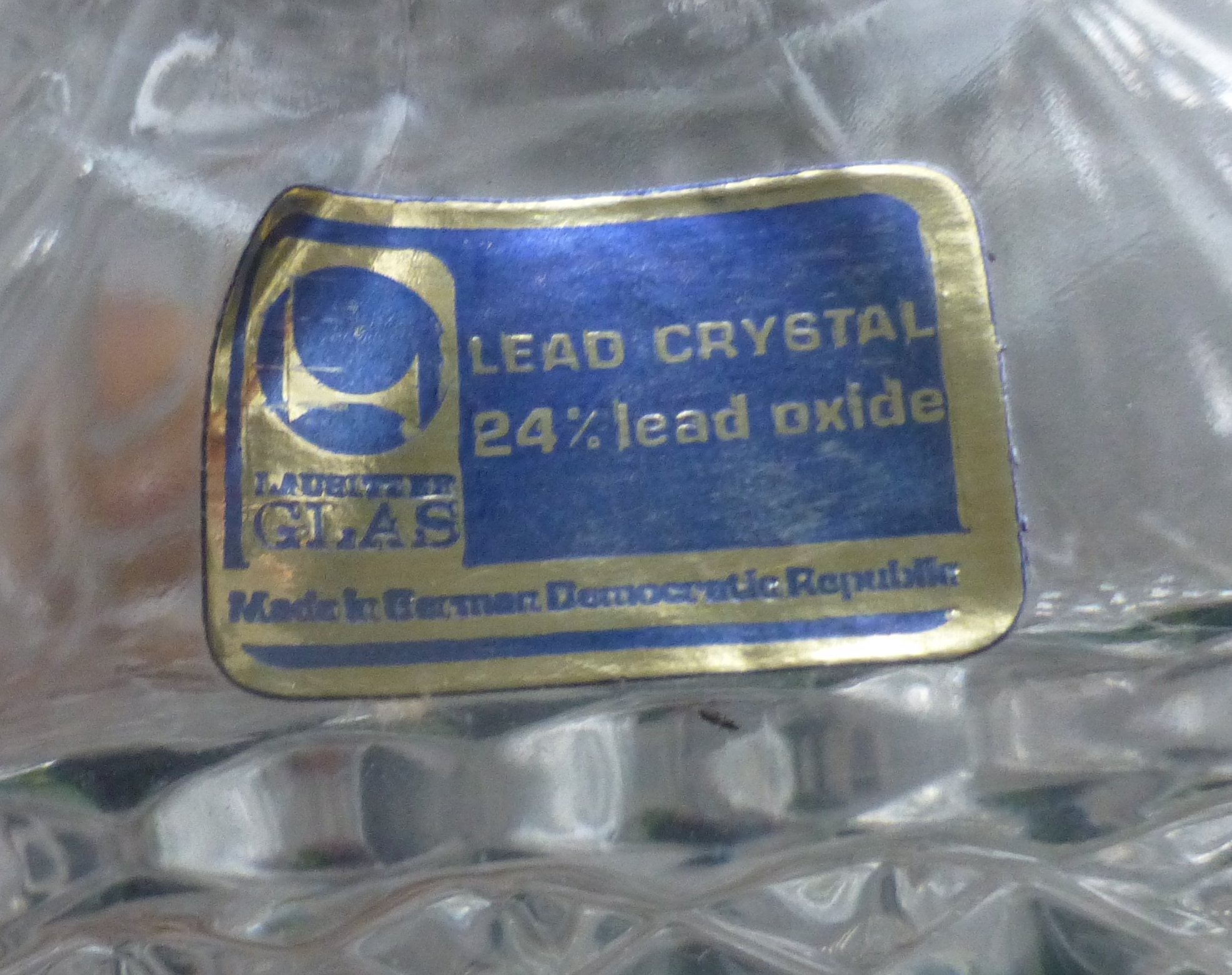
Bleikristall-Karaffe

Der VEB Kombinat Lausitzer Glas Weißwasser (KLG) war ein Kombinat in der Deutschen Demokratischen Republik.
Die Betriebe des Kombinats waren Hersteller von Behälter- und Wirtschaftsglas, Produkten aus Bleikristall, Fernsehkolben und Beleuchtungsglas. Das Kombinat erzeugte zu Beginn der 1980er Jahre rund 54 % der, in der DDR hergestellten, Glaserzeugnisse. Die zu Beginn noch handwerklich geprägte Glasproduktion wurde in den 1960er Jahren zunehmend auf maschinengeblasene Produkte umgestellt.
Das Kombinat wurde 1969 gegründet und war zu diesem Zeitpunkt der VVB Haushalts- und Verpackungsglas Weißwasser untergeordnet. Nach Auflösung der VVB 1979 wurde das Kombinat zur leitenden Organisation des Industriezweigs für Wirtschaftsglas. Die Betriebe des Kombinats Behälter- und Verpackungsglas Bernsdorf, das 1985 aufgelöst wurde, wurden an das Kombinat Lausitzer Glas angegliedert.
Das Kombinat unterstand dem Ministerium für Glas- und Keramikindustrie. Weitere zentral geleitete Kombinate im Zuständigkeitsbereich dieses Ministeriums sind in der Liste von Kombinaten der DDR aufgeführt.
Im Zuge der Wende und der anschließenden Wiedervereinigung wurde das Kombinat 1990 aufgelöst und seine Betriebe wurden privatisiert.

## Zugehörige Betriebe
Zum Kombinat gehörten zuletzt die folgenden Betriebe: 
- VEB Lausitzer Glaswerke Weißwasser; (Stammbetrieb)
  - Betriebsteil (BT) Bärenhütte Weißwasser
  - BT Reichenbach
  - BT Rietschen
- VEB Behälterglas Bernsdorf; (bis 1985 im Kombinat Behälter- und Verpackungsglas)
  - BT Drebkau
  - BT Großräschen
  - BT Haidemühl
- VEB Bleikristall Arnstadt
- VEB Fernsehkolbenwerk Tschernitz/Friedrichshain; (bis 1985 im Kombinat Technisches Glas)
- VEB Gießerei und Glasformenbau Radeberg
- VEB Glaswerk Döbern
  - BT Annahütte
- VEB Glaswerk Freital; (bis 1985 im Kombinat Behälter- und Verpackungsglas)
  - BT Coswig
- VEB Glaswerk Hosena
- VEB Glaswerk Olbernhau
  - BT Carlsfeld
- VEB Glaswerk Schönborn
  - BT Bischofswerda
  - BT Ebersbach
- VEB Glaswerk Stralau; (bis 1985 im Kombinat Behälter- und Verpackungsglas)
  - BT Finsterwalde
- VEB Investvorbereitung und Realisierung Tschernitz (IVR)
- VEB Meißner Bleikristall
- VEB Sachsenglas Schwepnitz
  - BT Kamenz
  - BT Ottendorf
- VEB Spezialglaswerk „Einheit“ Weißwasser; (bis 1985 im Kombinat Technisches Glas)
- VEB Thüringer Behälterglas Schleusingen; (bis 1985 im Kombinat Behälter- und Verpackungsglas)
  - BT Schönbrunn
  - BT Waldau
  - Werk Ernstthal-Piesau
  - Werk Großbreitenbach
  - BT Masserbrück
  - Werk Katzhütte
  - BT Fehrenbach
  - BT Mellenbach
- VEB Vereinigte Beleuchtungsglaswerke Dresden
  - BT Bischofswerda
  - BT Coswig
  - BT Görlitz
  - BT Neupetershain
  - BT Radeberg
  - BT Welzow
- VEB Versorgungskontor Industrieglas Leipzig
- VEB Wissenschaftlich-Technisches Werk Bad Muskau (WTW)